# Vulpoxena vulpicoma
Vulpoxena vulpicoma is een vlinder uit de familie van de bladrollers (Tortricidae). De wetenschappelijke naam van de soort is voor het eerst geldig gepubliceerd in 1932 door Edward Meyrick.